# Корнев, Александр Николаевич
Александр Николаевич Корнев (30 апреля 1949, Ленинград) — российский ученый, психиатр, логопатолог, нейропсихолог, кандидат медицинских наук, доктор психологических наук. Один из ведущих специалистов России в области логопатологии.

## Биография
Александр Николаевич Корнев родился в городе Ленинграде 30 апреля 1949 года.
В 1972 году окончил Ленинградский педиатрический медицинский институт (специальность — педиатр), продолжив обучение в интернатуре по детской психиатрии.
В 1982 г. защитил кандидатскую диссертацию на тему: «Дислексия, её клинико-психологическое изучение при задержках психического развития и олигофрении у детей».
В 1985—1996 годах — ассистент и доцент кафедры детской психиатрии Ленинградского педиатрического медицинского института.
В 1996 г. научный руководитель НОУ педагогических новаций и технологий, «Учебный центр „Престо“»
В 2006 г. защитил докторскую диссертацию на тему «Системный анализ психического развития детей с недоразвитием речи».
В 2008 г. — профессор кафедры общей и прикладной психологии факультета клинической психологии СПбГПМА
В 2013 г. по инициативе А. Н. Корнева была созданалаборатория нейрокогнитивных технологий НИЦ СПбГПМУ, руководителем которой он является по настоящее время.
С 2016 г. заведующий первой в России кафедрой логопатологии СПбГПМУ.

## Научная деятельность
Сферы научных интересов А. Н. Корнева: логопатология и логопедия, психолингвистика, нейропсихология и детская психиатрия.
Является одним из ведущих специалистов России в области изучения дислексии.
Автор методик: «Стандартизованная методика исследования навыка чтения — СМИНЧ», «Диагностика оперативных единиц чтения (ОПЕЧ)», «Диагностика дискалькулии у детей», «Методика полуглобального обучения чтению детей группы риска по дислексии» и др.
Научный руководитель проекта цифровой онлайн-платформы «SLOGY» для коррекции дислексии и других нарушений чтения.

## Публикации
Автор более 230 научных публикаций.
Некоторые публикации:
- Корнев, А. Н. Нарушения чтения и письма у детей / А. Н. Корнев ; А. Н. Корнев. — СПб. : Речь, 2003. — 330 с.
- Корнев, А. Н. Основы логопатологии детского возраста : клинические и психологические аспекты / А. Н. Корнев. — Санкт-Петербург : Речь, 2006. — 380 с.
- Корнев, А. Н. Дислексия и дисграфия у детей / А. Н. Корнев. — Санкт-Петербург : «Гиппократ», 1995. — 224 с.
- Корнев, А. Н. Методика диагностики дислексии у детей : методическое пособие / А. Н. Корнев, О. А. Ишимова ; А. Н. Корнев, О. А. Ишимова ; Гос. образовательное учреждение высш. проф. образования «Санкт-Петербургская гос. педиатрическая медицинская акад.». — Санкт-Петербург : Изд-во Политехнического ун-та, 2010. — 70 с.
- Корнев, А. Н. Подготовка к обучению грамоте детей с нарушением речи : методическое пособие / А. Н. Корнев ; А. Н. Корнев. — Москва : Айрис-пресс, 2006.